# Stenopodius
Stenopodius is een geslacht van kevers uit de familie bladkevers (Chrysomelidae).
De wetenschappelijke naam van het geslacht werd in 1883 gepubliceerd door George Henry Horn.

## Soorten
- Stenopodius flavidus (Horn, 1883)
- Stenopodius insularis (Blaisdell, 1939)
- Stenopodius inyoensis (Blaisdell, 1939)
- Stenopodius lateralis (Schaeffer, 1933)
- Stenopodius martini (Blaisdell, 1939)
- Stenopodius submaculatus (Blaisdell, 1939)
- Stenopodius texanus (Schaeffer, 1933)